# Артериогенеза
Артериогенеза, означава процес ширења колатерала из већ постојећих артериола, од којих се формирају веће артерије са развијеном туником медијом. Процес артериогенезе може да подразумева „сазревање“ или стављање у функцију већ постојећих колатералних крвних судова или процес формирањa нових зрелих крвних судова из васкуларног зида који се састоји од интиме, медије и адвентитције. Примери који укључују артериогенезом формиране, ангиографски видљиве колатералане крвне судове, уочавамо код болесника са напредним опструктивним коронарним или периферним болестима крвних судова. У процес ангиогенезе укључени су сви васкуларни типови ћелија, укључујући и глатке мишићне ћелије и периците.

## Терминологија
- Колатерална циркулација. Овај појам не треба мешати са појмовима васкулогенеза, ангиогенеза који се користе за описивање процеса формирање нових крвних судова (неоваскуларизација),[3][4][5][6][7] јер овај појам означава колатералну циркулацију или већ постојећу циркулацију која је у организму у нормалном стању у неразвијеном облику;
- Васкулогенеза је ембрионална неоваскуларизација и односи се на формирање примитивних (првобитних) крвних судова унутар плода и његове околне мембране и укључује „ин ситу“ диференцијацију из мезодерма изведених ангиобласта, који се гомилају и формају нове крвне судове;
- Ангиогенеза подразумева формирање нових крвних судова преко клијања или одвајања од већ постојећих крвних судова и јавља се како пре тако и постнатално. Васкуларизација мозга настаје првенствено кроз ангиогенезу;
- Артериогенеза означава процес ширења колатерала из већ постојећих артериола, од којих се формирају веће артерије. Она се дефинише и као процес формирања крвног суда из васкуларног зида који се састоји од интиме, медије и адвентитције;
- Анастомоза крвних судова је природно или вештачки створена колатерална веза између крвних судова која омогућава преусмеравање токa крви код постојања баријере у неком крвном систему. Артеријске анастомозе, попут оних у мозгу, рукама, или у стомаку омогућавају адекватан проток крви у неким од зачепљених крвних судова. Вештачкa анастомозa је хируршка метода која има за циљ побољшање снабдевањa крвљу ткива у неким васкуларним болестима.[8]

## Анатомско–физиолошке промене у артериогенези
Кардиолози су одавно открили да велики и често епикардијални колатерални крвни судови после тоталне или субтоталне оклузије великих коронарних (срчаних) артерије обично постају функционални и видљиви у року од две недеље након оклузије, из преформираних артериола.
Активацијом колатералних крвних судова постиже се премошћавање субоклузијом оштећеног сегмента артерије у неком ткиву и највероватније обезбеђује ефикасан начин у спашавању од исхемија угроженог ткива, које је у ризику за појаву некрозе због малих периисхемијских капилара које га неадекватно исхрањују.
Комплетнa опструкција артерије доводи до пада крвног притиска у њеном постстенотичном делу и доводи до прерасподеле крви у престенотичном (очуваном) делу артериола. Као последица дејства силе притиска на истезање и смицање може доћи до повећане експресије одређених ендотелијалних супстанци: хемокина, адхезионих молекула и фактора раста. Након неколико дана, циркулишући моноцити нападају ендотел и у колатералним крвним судовима изазивају локалну упалну реакцију (инфламацију). У таквим условима долази до раслојавања и растварања матрикса и на том месту крвног суда настаје процес раста и активном пролиферацијом њиховог ендотае и глатких мишићних ћелија.

### Значај фактора раста у артериогенези
Безброј физиолошких молекула који су до сада идентификовани највероватније промовишу ангио и артериогенезу. Већина молекула која стимулише миграцију и пролиферацију ендотелних ћелија и/или глатких мишићних ћелија су из породице фибробластног фактора раста (FGF) и васкуларног ендотелијалног фактора раста (VEGF). Како оба фактора стимулишу вазодилатацију ослобађањем азот оксида, важно је у истраживањима сртериогенезе, како на животињама, тако и у клиничким студијама направити разлику између побољшане перфузије изазванe утицајем вазодилатације од стварног раста колатералних крвних судова.
Остали могући фактори раста укључени у процес артериогенезе су: фактор раста плаценте, ангиопоетин–1, трансформишући фактор раста б, из тромбоцита изведен фактор раста, већа група цитокина, протеаза и протеина. Артериогенезу такође индукује и активност макрофага, липополисахариди, В18 моноцитни хемотаксични протеин-1, фактор некрозе тумора, фибробластни фактор раста (FGF), а такође и преко гранулоцита, колонија макрофага стимулирајућег фактора (рекомбинантни хумани GM-CSF; молграмостим).

## Значај артериогенезе за прожетост ткива крвним судовима
У већини ткива уграђен је механизам који одржава прожетост ткива крвним судовима на тачно оном нивоу који је потребан да се задовољи метаболичка потреба ткива. Зато као опште правило у физиологији влада да је прожетост крвним судовима већине ткива у организму директно сразмерна локалном метаболизму. Када се ова константа пропорционално промени дугорочно ће локални регулациони механизми током краћег или дужег времена покушати да аутоматски подесе ниво прожетости крвним судовима. Код младих особа ова подешавања су веома тачна, док су код старијих људи она само делимична.
Артериогенеза (као и ангиогенеза) је јако важан физиолошки процес током физичког напрезања, али и у разним патолошким стањима. У патолошким стањима она може неповољно утицати на развој различитих болести, срчани и мождани удар, упале код атеросклерозе или периферне васкуларне болести удова. Развој и одржавање адекватног васкуларног снабдевања је од пресудног значаја и за одрживост функција нормалног и исхемијом угроженог ткива. Тако нпр. код срчаног удара у око 25% срчани удар може проћи без озбиљнијих последица након артерогенезом успостављеног протока колатералних крвних судова. Зато закључујемо да артеригенеза (развој нових крвних судова у постојећој капиларној мрежи) игра важну улогу у бројним физиолошким и патолошким процесима.